# 161989 Cacus
161989 Cacus este o planetă minoră (asteroid potențial periculos⁠(d)), cu un diametru de 1,9 km, din Asteroid Apollo. A fost descoperită pe 8 februarie 1978 la Observatorul European Austral de Hans-Emil Schuster⁠(d) și a fost numită după Cacus⁠(d). 
Obiectul prezintă o orbită caracterizată de o semiaxă mare de 1,1226997803243 UAi, o excentricitate de 0,214, o înclinație de 26,0604 ° în raport cu ecliptica.